# Narancstorkú napfénykolibri
A narancstorkú napfénykolibri (Heliangelus mavors) a madarak osztályának sarlósfecske-alakúak (Apodiformes) rendjébe és a kolibrifélék (Trochilidae) családjába tartozó faj.

## Rendszerezése
A fajt John Gould angol ornitológus írta le 1848-ban.

## Előfordulása
Dél-Amerika északi részén, Kolumbia és Venezuela területén honos. Természetes élőhelyei a szubtrópusi és trópusi hegyi esőerdők, cserjések és legelők.

## Megjelenése
Testhossza 11 centiméter, testtömege 4-4,5 gramm.
|  |

## Természetvédelmi helyzete
Az elterjedési területe kicsi, egyedszáma viszont stabil. A Természetvédelmi Világszövetség Vörös listáján nem veszélyeztetett fajként szerepel.